# Белчищко блато
Белчищкото блато (на македонска литературна норма: Белчишко Блато) е мочурище в района на община Дебърца, между селата Белчища и Ново село, Република Северна Македония. Блатото е познато и с имената Син вир (Син вир) или Сини вирове (Сини Вирој).
Блатото е остатък от бившето Десаретско езеро, под което Дебърца е била потопена в плиоцена. С оттеглянето на Десаретското езеро по продължението на реката Сатеска, много ендемични растителни и животински видове остава във водите на блатото. Белчищкото блато е най-голямото запазено водно местообитание в Република Македония с площ от около 1,2 km².